# Blutfahne

Adolf Hitler pasando revista a las SA durante el Congreso de Núremberg de 1935. En el automóvil, junto a Hitler, se encuentra la Blutfahne.

Blutfahne (traducido literalmente como "bandera de sangre") es el nombre que designa a la bandera roja con la esvástica utilizada por Adolf Hitler y su partido, el NSDAP, durante el fallido Putsch de Múnich del 9 de noviembre de 1923.

## Historia

### Orígenes
El origen de la Blutfahne se encuentra en el intento fallido del golpe de Estado de noviembre de 1923 (Putsch de Múnich). Tras la marcha por el centro de la ciudad de Múnich organizada por Adolf Hitler y Erich Ludendorff, los puchistas se encararon a la policía frente a la Feldherrnhalle. Se produjo un tiroteo que se saldó con catorce golpistas nacionalsocialistas y cuatro policías muertos. La sangre de tres miembros de las SA muertos (Andreas Bauriedl, Anton Hechenberger y Lorenz Ritter von Stransky-Griffenfeld) manchó la bandera con la esvástica llevada por Heinrich Wilhelm Trambauer. El portador huyó con la bandera a casa de un conocido y la guardó hasta la salida de prisión de Hitler, momento en que se la entregó. La bandera se convierte en ese momento en objeto de culto: es izada en un nuevo mástil, se le añade un nuevo remate y debajo de este se añade una placa con los nombres de los miembros de las SA muertos en el Putsch.
El 4 de julio de 1926, se le entregó la Blutfahne al SS Reichsführer Joseph Berchtold, con la orden de que la guardara.

### Uso como reliquia
A partir del congreso del NSDAP de 1926, todos las banderas y banderines de las SS son consagradas ante la Blutfahne, tal y como se hacía en la tradición medieval. Hasta 1931, en los periodos entre congresos, la bandera se guardaba en la Sala de Honor de las SA, en los locales del NSDAP de Múnich. A partir de 1931, la bandera se trasladó a la "Fahnenhalle" (Sala de Banderas) de la "Casa Parda", la nueva sede del Partido Nacional Socialista Obrero Alemán. El portador oficial de la bandera fue Jakob Grimminger, uno de los participantes del Putsch golpista de noviembre de 1923.

### Destino final
La Casa Parda, sede oficial del Partido Nazi, sufrió graves daños durante los bombardeos de Múnich en 1944. Se ha estimado que la bandera quedó destruida en estos bombardeos. La última vez que fue vista en público fue en un acto del Volkssturm, el 18 de octubre de 1944. Después, se perdió su rastro por completo. En la actualidad no se tiene constancia de su paradero, y no se tiene certeza de si la bandera todavía existe.